# Cecilio Báez
Cecilio Báez González (Asunción, 1 de febrero de 1862-18 de junio de 1941) fue un político, catedrático universitario y periodista paraguayo que ejerció de 18.º presidente de la República de Paraguay desde el 9 de diciembre de 1905 hasta el 25 de noviembre de 1906. Es el primer presidente en asumir por el Partido Liberal y también es considerado uno de los intelectuales más importantes que ha dado el país.

## Biografía

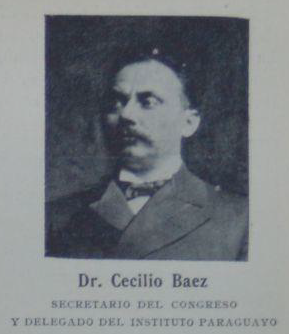

Nació en Asunción, capital de la República del Paraguay, el 1 de febrero de 1862. Sus padres fueron Nicolás Báez y Faustina González. Sus hermanos, Otoniel, Benjamín, Modesta y Restituta Báez González. Se casó a los 25 años con Marcelina Allende, una joven caazapeña de 19 años, su padre fue Policarpo Allende de origen español y su madre Rosario Monges, paraguaya. De la unión de Cecilio y Marcelina nacieron 14 hijos, entre ellos, Amadeo Báez Allende, Arminda, y Nicolás Báez Allende. Realizó sus estudios secundarios en el Colegio Nacional de la Capital en 1878 y doce meses después figuró como becario interno por Santa Rosa con el beneficio de 25 patacones (moneda de entonces) que recibiría por mes.
Perteneció a la primera promoción en la que la Universidad Nacional de Asunción expidió los tres primeros diplomas de doctores en Derecho y Ciencias Sociales el 15 de julio de 1893. Los diplomas fueron entregados en el siguiente orden: Cecilio Báez González, Gaspar Villamayor y Emeterio González.
Se dedicó con entusiasmo al periodismo, ya que llevaba muy dentro de él, el amor a la redacción, también se consagró extraordinariamente en la docencia y en la política.
Se desempeñó, como decano de Derecho, dio cátedras de historia, fue decano y rector de la Universidad Nacional de Asunción. En 1894, se une a la logia masónica Sol Naciente de la Gran Logia Simbólica del Paraguay y llega a ser Gran Maestre del Gran Oriente del Paraguay.
En 1902, participó en el II Congreso Panamericano realizado en México, a donde él fungía de ministro Plenipotenciario. Participó como combatiente en la revolución de 1904 y ocupó el cargo de presidente de la República en 1905. 
Fue ministro de Relaciones Exteriores del Gobierno Constitucional de Benigno Ferreira ocupando igual cargo bajo el gobierno del Cnel. Albino Jara.
Durante el gobierno de José Félix Estigarribia, fue nombrado rector honorífico perpetuo de la Universidad Nacional de Asunción. Recibió en su larga actuación varias distinciones internacionales, entre ellas la de miembro de la Sociedad de Ciencias Sociales de Filadelfia en los Estados Unidos, la de Academia de Historia de La Habana y de la Société Academique D`Histoire Internacional de París.
Entre sus obras intelectuales podemos citar Ensayos sobre la libertad civil, La tiranía en el Paraguay, Ensayo sobre el Dr. Francia y la dictadura en Sudamérica y Resumen de la Historia del Paraguay. 
Escribió obras de índole jurídica e histórica. Se lo conoció como "Maestro de la Juventud Paraguaya". Dejó una de las más completas bibliotecas del Paraguay. 
Falleció en el distrito capital Asunción el 18 de junio de 1941 a los 79 años de edad.

## Gobierno
Fue presidente provisional de la República, electo por la asamblea paraguaya el 9 de diciembre de 1905 en sustitución de don Juan Bautista Gaona, que fue depuesto. Su gabinete estuvo formado de la siguiente manera: como ministro del Interior estuvo José Emilio Pérez; como ministro de Hacienda, Emiliano González Navero; en Relaciones Exteriores, Cayetano A. Carreras y como ministro de Guerra y Marina estuvo Benigno Ferreira. Este fue un período en el que la terrible inestabilidad política no impidió la prosperidad económica, el país pasaba por una etapa muy buena en el sector económico. 
Durante su gobierno llegaron los primeros automóviles al Paraguay; ocurrió el famoso y tan recordado duelo entre Carlos García y Gomes Freire Esteves, donde falleció García; fue una buena época para la economía del país: se fundaron importantes empresas industriales y comerciales; se adquirieron las bibliotecas de Enrique Solano López y Blas Garay; se construyó el Hospital Militar; se pavimentaron varias calles asuncenas; se declararon imprescriptibles las tierras fiscales y municipales, se aprueba los estatutos de la Sociedad “Los Amigos de la Educación”, etc.
En el ámbito económico se crea el Banco Paraguayo y el aumento de capital de La Industrial Paraguaya, además de la integración del capital del Banco Agrícola, la emisión circulante que fue de 35 millones de pesos y las rentas generales alcanzando a más de 24 millones y la concesión al Dr. Stanley de la autorización para implementar un servicio de vapores entre Areguá y San Bernardino.
En el ámbito educativo, operaban 347 escuelas primarias con 30.000 alumnos, mientras que la Universidad contaba con 195 inscriptos y 37 profesores, y en el Colegio Nacional de la Capital asistían 633 alumnos y 72 docentes. Funcionaban las Facultades de Derecho, Notariado, Medicina y Farmacia.
El Dr. Antolín Irala integró la Comisión Inspectora de Sociedades Anónimas y tienen vinculación con la burocracia los poetas Ángel I. González, José Cándido Diana, Daniel Jiménez Espinoza, Fortunato Toranzos (hijo) y el músico Agustín Pío Barrios. Aparecieron, también, diez diarios y periódicos, y cuatro revistas.
Se inauguró, además, El Gran Hotel del Paraguay, se invirtieron $65.000 en elementos para la Escuela de Agricultura y se autorizó al señor Ernesto Wenzel la construcción de un tranvía rural que uniría, en 20 kilómetros, la ciudad de Villarrica al Cerro Pelado. Se aprueba una concesión para establecer alumbrados públicos y tranvías eléctricos, con desagües cloacales y aguas corrientes, además otra para explotar un servicio de tranvías entre el puerto o Aduana mayor y Puerto Sajonia.
Luego de la revolución de 1891, sufrió la frialdad del exilio. Pero regresó, felizmente, a su país al año siguiente.

## Trayectoria política
Participó en la creación del Centro Democrático (más tarde Partido Liberal) el 10 de julio de 1887. Cecilio Báez, además de Presidente de la República, fue abogado, senador, presidente del Superior Tribunal de Justicia y ministro de Relaciones Exteriores, catedrático y durante el gobierno de Félix Paiva, en 1937 y 1938 fue uno de los firmantes del Tratado de Paz con Bolivia, luego de terminada la guerra del Chaco. 
Actuó como canciller con los presidentes Juan B. Gaona en 1904, Benigno Ferreira en 1906 y Albino Jara en 1911. En México, ocupó las delegaciones en 1903 y en Gran Bretaña y Francia en 1919. Se destacó como vocero de Derecho Internacional en reuniones realizadas en México, Chile y Cuba. En México (1902) tuvo una importante actuación defendiendo la tesis del arbitraje obligatorio. Fue también, presidente de la comisión internacional del Congreso de Jurisconsultos de Montevideo, en 1914.